# 扇卷虫
扇卷虫（学名：Bhawania cryptocephala）为金扇虫科卷虫属的动物。分布于太平洋、印度洋、菲律宾群岛以及中国南海等海域。